# Hermsdorf (Landkreis Börde)
Hermsdorf is een plaats en voormalige gemeente in de Duitse deelstaat Saksen-Anhalt, en maakt deel uit van de Landkreis Börde.

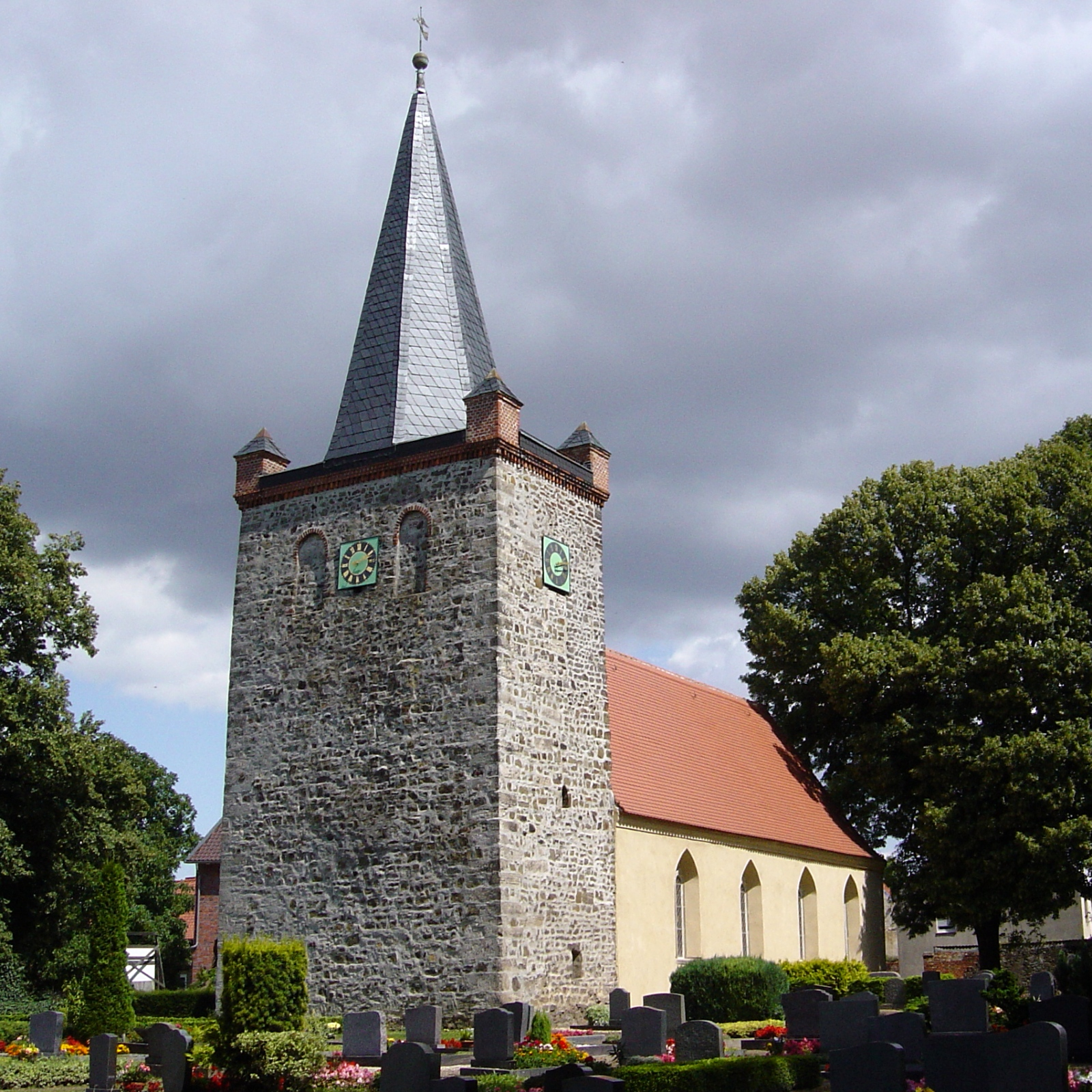
Kerk van Hermsdorf

Hermsdorf telt 1.611 inwoners.